# Museo Judío de Emmendingen
El Museo Judío de Emmendingen es un museo judío de Emmendingen, Baden-Wurtemberg (Alemania). Fue inaugurado el 13 de abril de 1997 en una casa con fachadas entramadas en la plaza del castillo en el centro de la ciudad en las proximidades inmediatas de la sinagoga que fue destruida en 1938.

## Descripción
En el sótano de la casa se puede visitar la mikve del siglo XIX que fue restaurada y está bajo protección del patrimonio nacional. En la planta baja se encuentra una exposición sobre la historia de la comunidad judía de Emmendingen entre 1716 y 1940. La vida de los judíos en Emmendingen durante la dictadura nazi está claramente documentada. Además, el museo muestra objetos sobre la vida religiosa y cotidiana judía. Las festividades judías durante el transcurso del año se explican en detalle. En el piso alto hay una sala de lectura y reuniones con literatura y vídeos sobre el judaísmo y la historia judía.